# Serrières-en-Chautagne
Serrières-en-Chautagne és un municipi francès situat al departament de la Savoia i a la regió d'Alvèrnia-Roine-Alps. L'any 2007 tenia 980 habitants.

## Demografia

### Població
El 2007 la població de fet de Serrières-en-Chautagne era de 980 persones. Hi havia 397 famílies de les quals 117 eren unipersonals (57 homes vivint sols i 60 dones vivint soles), 117 parelles sense fills, 135 parelles amb fills i 28 famílies monoparentals amb fills.
La població ha evolucionat segons el següent gràfic:
Habitants censats

### Habitatges
El 2007 hi havia 535 habitatges, 404 eren l'habitatge principal de la família, 96 eren segones residències i 36 estaven desocupats. 419 eren cases i 116 eren apartaments. Dels 404 habitatges principals, 274 estaven ocupats pels seus propietaris, 121 estaven llogats i ocupats pels llogaters i 9 estaven cedits a títol gratuït; 6 tenien una cambra, 27 en tenien dues, 96 en tenien tres, 126 en tenien quatre i 150 en tenien cinc o més. 337 habitatges disposaven pel capbaix d'una plaça de pàrquing. A 165 habitatges hi havia un automòbil i a 207 n'hi havia dos o més.

### Piràmide de població
La piràmide de població per edats i sexe el 2009 era:
| Homes | Edats   | Dones |
| ----- | ------- | ----- |
| 0     | 95 o +  | 4     |
| 0     | 90 a 94 | 0     |
| 0     | 85 a 89 | 12    |
| 12    | 80 a 84 | 0     |
| 8     | 75 a 79 | 20    |
| 16    | 70 a 74 | 12    |
| 16    | 65 a 69 | 24    |
| 32    | 60 a 64 | 40    |
| 20    | 55 a 59 | 16    |
| 24    | 50 a 54 | 36    |
| 24    | 45 a 49 | 40    |
| 24    | 40 a 44 | 20    |
| 28    | 35 a 39 | 20    |
| 28    | 30 a 34 | 40    |
| 32    | 25 a 29 | 24    |
| 24    | 20 a 24 | 4     |
| 20    | 15 a 19 | 41    |
| 12    | 10 a 14 | 20    |
| 24    | 5 a 9   | 8     |
| 20    | 0 a 4   | 28    |

## Economia
El 2007 la població en edat de treballar era de 612 persones, 445 eren actives i 167 eren inactives. De les 445 persones actives 420 estaven ocupades (227 homes i 193 dones) i 26 estaven aturades (12 homes i 14 dones). De les 167 persones inactives 59 estaven jubilades, 49 estaven estudiant i 59 estaven classificades com a «altres inactius».

### Ingressos
El 2009 a Serrières-en-Chautagne hi havia 435 unitats fiscals que integraven 1.101,5 persones, la mediana anual d'ingressos fiscals per persona era de 17.407 €.

### Activitats econòmiques
Dels 35 establiments que hi havia el 2007, 1 era d'una empresa alimentària, 1 d'una empresa de fabricació de material elèctric, 3 d'empreses de fabricació d'altres productes industrials, 6 d'empreses de construcció, 7 d'empreses de comerç i reparació d'automòbils, 1 d'una empresa de transport, 6 d'empreses d'hostatgeria i restauració, 3 d'empreses de serveis, 2 d'entitats de l'administració pública i 5 d'empreses classificades com a «altres activitats de serveis».
Dels 10 establiments de servei als particulars que hi havia el 2009, 1 era una oficina de correu, 1 taller de reparació d'automòbils i de material agrícola, 1 paleta, 1 guixaire pintor, 2 fusteries, 1 lampisteria, 2 perruqueries i 1 restaurant.
Dels 2 establiments comercials que hi havia el 2009, 1 era una botiga de menys de 120 m² i 1 una fleca.
L'any 2000 a Serrières-en-Chautagne hi havia 28 explotacions agrícoles que ocupaven un total de 187 hectàrees.

## Equipaments sanitaris i escolars
El 2009 hi havia 1 escola maternal i 1 escola elemental integrada dins d'un grup escolar amb les comunes properes formant una escola dispersa.

## Poblacions més properes
El següent diagrama mostra les poblacions més properes.